# Euceraea
Euceraea es un género con tres especies de plantas  perteneciente a la familia Salicaceae.

## Taxonomía
Euceraea fue descrito por Carl Friedrich Philipp von Martius y publicado en Nova Genera et Species Plantarum . . . 3: 90, en el año 1831. La especie tipo es: Euceraea nitida Mart.   

## Especies
- Euceraea nitida Mart.
- Euceraea rheophytica
- Euceraea sleumeriana